# 白糠 (東通村)
白糠（しらぬか）は、青森県下北郡東通村にある大字。郵便番号は039-4424。

## 概要
東通村内でも人口の多い地域であり、集落は小字老部付近に形成された老部集落と海岸段丘上に形成された白糠集落の二つに分かれているため、小田野沢から老部、白糠にかけて人口が集中している。
また、専業漁家が多く存在し、漁業も小規模ながら海藻やアワビ、ウニなどを漁獲しているが、近年は出稼ぎや主婦の労働に依存している。

## 歴史
かつては崖下の浜辺のみに家屋が存在していたが、昭和30年ごろの白糠漁港の拡張に伴って、崖上に移動する家屋もみられた。

## 地理
北は小田野沢と、南は上北郡六ヶ所村泊などと、西はむつ市中野沢や上北郡横浜町獅子沢平などと接し、東は太平洋に面する。
西部の後背地に標高300〜400m級の尾根が連なっている。

### 小字
以下は白糠の小字である。
- 赤平
- 稲葉沢
- 老部（おいっぺ）[4]
- 家ノ上
- 大川目
- ヲソ沢（おそざわ）[5]
- 下馬坂
- 垣間
- 砂端（すなはじ）[6]
- 季沢（すももざわ）[7]
- 鳥ノ沢
- 銅屋
- 舘ノ沢
- 田ノ頭
- 雪頽ノ沢（なでのさわ）[8]
- 中ノ又
- 浜通
- 一切
- 明神川端
- 明神ノ上
- 向流
- 向流下
- 前田
- 前坂下
- 水上鳥井沢

### 海洋・河川
- 老部川（おいっぺがわ）：1963年に水産資源保水面に指定された。
- 小老部川

## 施設
- 東通原子力発電所
- むつ警察署白糠駐在所
- 白糠郵便局
- 白糠漁港
- 白糠漁業協同組合[9]
- 物見崎灯台

## 交通

### 鉄道
- 域内なら鉄道駅はないが、最寄駅は近川駅（JR大湊線）や有畑駅（JR大湊線）が挙げられる。

### 道路
- 国道338号
- 国道394号
- 青森県道7号むつ東通線

## 学区
小学校は2009年（平成21年）まで、東通村立白糠小学校と東通村立老部小学校が学区であったが、2021年9月現在は東通村立東通小学校が学区となっている。
中学校は2008年（平成20年）まで、東通村立南部中学校が学区であったが、2021年9月現在は東通村立東通中学校が学区となっている。

## 人口
集落別の人口および世帯数の推移は以下の通りである。
| 集落 | 2000年  | 2000年 | 2005年  | 2005年 | 2010年  | 2010年 | 2015年  | 2015年 | 2021年3月 | 2021年3月 |
| 集落 | 人      | 世帯数 | 人      | 世帯数 | 人      | 世帯数 | 人      | 世帯数 | 人        | 世帯数    |
| ---- | ------- | ------ | ------- | ------ | ------- | ------ | ------- | ------ | --------- | --------- |
| 白糠 | 1,340人 | 438    | 1,380人 | 436    | 1,194人 | 413    | 1,039人 | 396    | 992人     | 464       |
| 老部 | 1,236人 | 632    | 1,043人 | 422    | 986人   | 425    | 852人   | 395    | 737人     | 357       |

## 文化財
域内にある文化財は以下の通りである。
| 名称         | 時代         | 区分             | 指定年月日    |
| ------------ | ------------ | ---------------- | ------------- |
| 西山家文書   | 江戸から明治 | 村指定有形文化財 | 2000年12月1日 |
| 白糠赤平遺跡 | 弥生から擦文 | 埋蔵文化財       | なし          |
| 下馬坂遺跡   | 縄文         | 埋蔵文化財       | なし          |
| 明神遺跡     | 縄文         | 埋蔵文化財       | なし          |
| 前坂下遺跡   | 弥生から平安 | 埋蔵文化財       | なし          |
| 銅屋遺跡     | 縄文、奈良   | 埋蔵文化財       | なし          |
| 両皇神社遺跡 | 不明         | 埋蔵文化財       | なし          |
| 泊山遺跡     | 縄文、平安   | 埋蔵文化財       | なし          |